# Ту-75
Ту-75 — советский военно-транспортный самолёт, спроектирован на базе пассажирского Ту-70 (пассажирский вариант бомбардировщика Ту-4). В соответствии с техническим заданием это должен быть четырёхмоторный средний транспортный самолёт с максимальной коммерческой нагрузкой 12-13 т, дальностью 2500 км. Максимальная скорость на высоте 5000 м — 500 км/ч, потолок — 9000 м, скороподъёмностью — 20 минут до высоты 5000 м. Самолёт должен иметь оборонительное вооружение.

## Конструкция[2]
- Фюзеляж — герметичный в средней части диаметром — 3,6 м, аналогичный Ту-70. В задней фюзеляжа части устанавливался опускающийся в пол грузовой люк-трап, десантные люки. Оборудовались три оборонительные установки. Люк-трап использовался при погрузке личного состава и техники, а также обеспечивал возможность парашютного десантирования людей и техники.
- Крыло — в связи с удлинением фюзеляжа увеличили размах крыла и его площадь. Конструктивно крыло аналогично крылу Ту-70.
- Хвостовое оперение, мотогондолы, шасси и оборудование заимствовали с Ту-70 практически без изменений.

Первая советская машина такого класса способная перевозить тяжелую и крупногабаритную технику внутри фюзеляжа и оснащенная грузовым трапом. Предполагалось эксплуатировать самолёт в трех конвертируемых вариантах : транспортном, десантном и санитарном. В транспортном варианте самолёт должен был брать на борт две самоходные установки, два трактора и другие виды боевой и транспортной техники. Десантный вариант — 120 солдат, или 90 парашютистов. В санитарном варианте — 31 раненный на носилках в сопровождении четырёх медицинских работников.
Первый полет — 21 января 1950 года. Не находился в серийном производстве, предположительно из-за высокой необходимости в аналогичных бомбардировщиках, единственных бомбардировщиков СССР того времени способных достигнуть территории США с атомными бомбами на борту.
25 октября 1954 года разбился под Казанью. Экипаж погиб.

## Технические характеристики
- Экипаж: 6 человек
- Длина: 35,61 м
- Размах крыла: 44,83 м
- Высота: 9,05 м
- Площадь крыла: 167,2 м²
- Профиль крыла:
- Масса пустого: 37810 кг
- Масса снаряженного:
- Нормальная взлетная масса: 56660 кг
- Максимальная взлетная масса: 65400 кг
- Двигатель 4 x АШ-73ТКНВ (ТКФН)
- Мощность: 2650 л. с.